# だいじょうぶ (BLUE ENCOUNTの曲)
「だいじょうぶ」は、日本のロックバンドであるBLUE ENCOUNTの楽曲。バンドの5枚目のシングルとして、2016年6月29日にKi/oon Musicから発売された。

## 概要
販売形態は、DVD付きの初回生産限定盤（KSCL-2736〜7）と通常盤（KSCL-2738）として販売された。DVDの内容は全国ツアーTOUR2015-2016「≒U」FINAL 2016.1.16 & 17 at Zepp Tokyoのライブ映像と「BLUE ENCOUNT TOUR 2016 THANKS〜チケットとっとってっていっとったのになんでとっとらんかったとっていっとっと〜」の一部映像が収録されている。
初回盤と通常盤の特典として10月9日のワンマンライブ『LIVER’S 武道館』チケット先行抽選受付シリアルナンバーが封入された。

## 収録内容

### CD (初回盤・通常盤)
1. だいじょうぶ
2. S.O.B
3. GO!!

### DVD (初回盤のみ)
1. DAY×DAY
2. MEMENTO
3. もっと光を
4. Making of とっとっとツアー